# James Dean

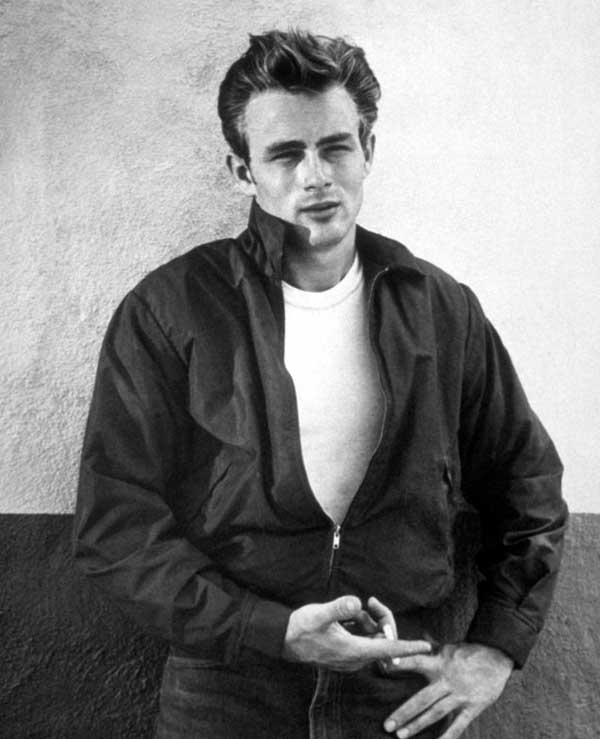

James Byron Dean  (Marion, Indiana, 1931. február 8. – Cholame, Kalifornia, 1955. szeptember 30. ) amerikai színész, korának egyik legnagyobb szexszimbóluma.

## Életrajza
A családi farmon született Winton Dean és Mildred Wilson fiaként. A család hat évvel később elköltözött Santa Monicába, (Kalifornia állam), édesapja fogtechnikus lett. James beiratkozott a brentwoodi iskolába, és egészen anyja haláláig, 1940-ig járt oda.

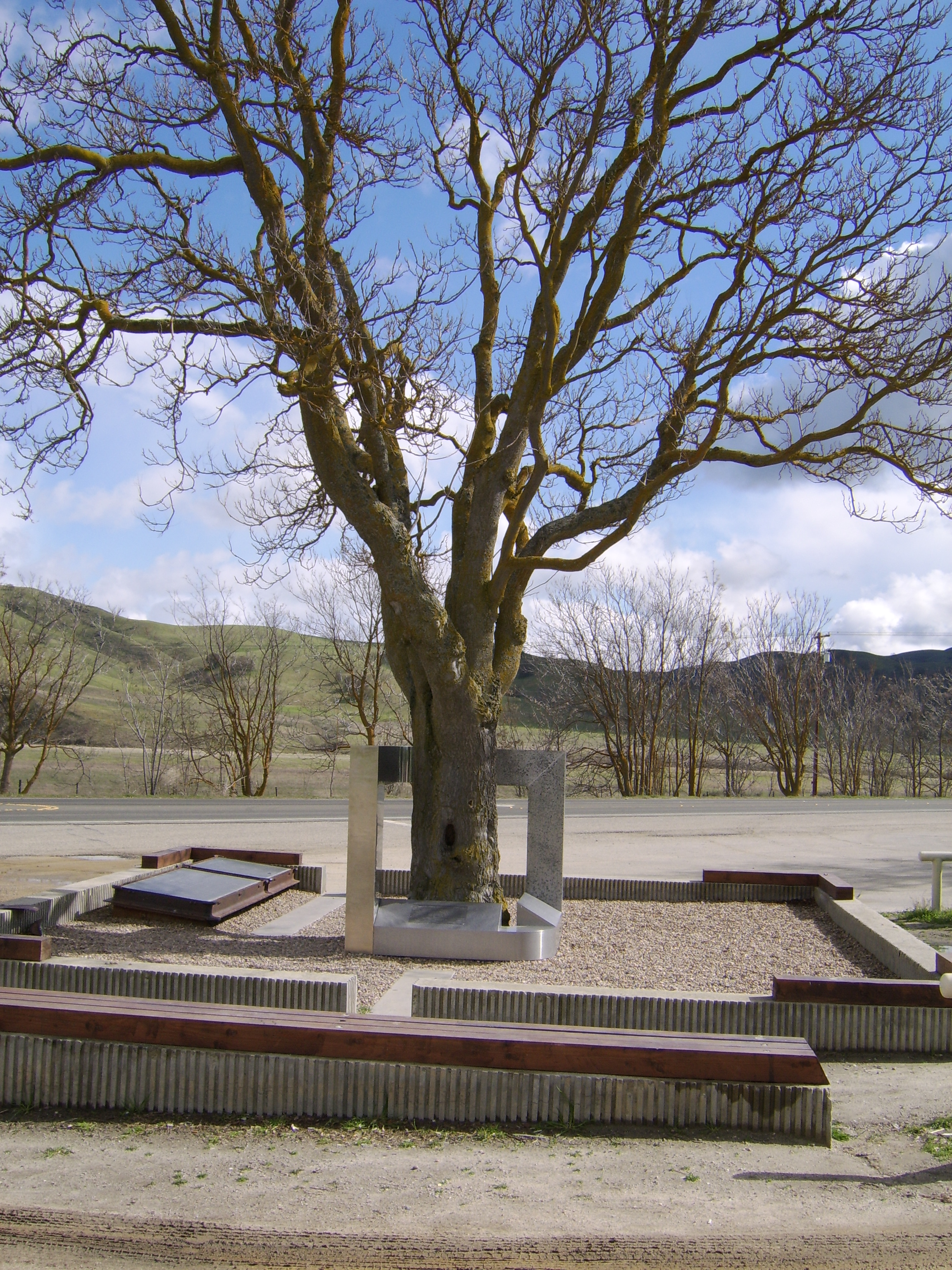
James Dean emlékmű

Kilencéves korában Jamest édesapja a rokonokhoz (nagybátyjához) adta egy farmra, közel Fairmounthoz (Indiana állam). A felső tagozatos iskolában James az iskola kosárlabdacsapatának tagja volt, a színészet iránt érdeklődött. Az iskola elvégzése után Kalifornia államba ment, és együtt lakott édesapjával és mostohaanyjával.

Beiratkozott a Santa Monica-i Kollégiumba, de hamarosan átiratkozott Los Angelesbe, a University of Californiába színművészetre.

James Dean karrierjét reklámfilmekben (Coca-Cola), és kereskedelmi televízióban kezdte statisztaként. (Beat the Clock).
Ezek után mentora és barátja James Whitmore tanácsára elköltözött New Yorkba, ahol filmekben és színpadon lépett fel (Kraft Television Theater, Studio One, Lux Video Theatre, Robert Montgomery Presents, Danger, General Electric Theater), valamint buszsofőrként dolgozott. Több sikertelen kísérlet után a híres Actors Studio növendéke lett, filmekben és Broadway-darabokban játszott.
Hollywoodban szerepelt néhány filmkockán olyan felejthető filmekben, mint a Sailor Beware, de az 1955-ös év igazi áttörést hozott számára: megkapta Cal Trask szerepét az Édentől keletre című filmben, amelyet Elia Kazan rendezett. Érdekessége a film bemutatásának: Marlene Dietrich volt a jegykezelő, aki akkor igazi világsztárnak számított.

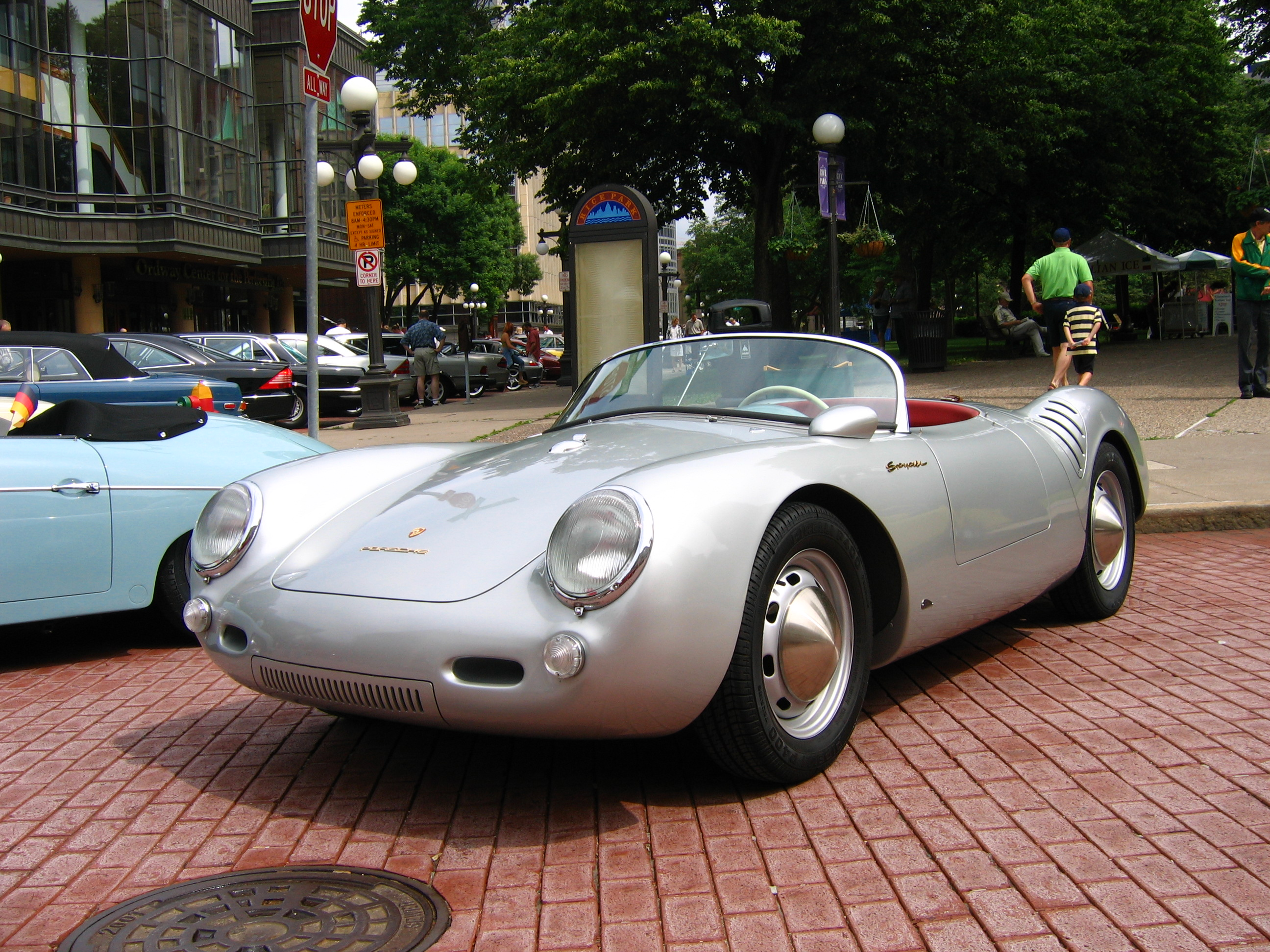
Porsche 550 Spyder

A film sikere révén vásárolt magának egy Porsche 550 Spyder versenykocsit, hogy hódolhasson másik szenvedélyének, az autóversenyzésnek. Rövid szünet után megkapta a Haragban a világgal, Nicholas Ray művének szerepét; partnere Natalie Wood volt, majd utána egy másik filmet kezdett el forgatni: az Óriás című George Stevens műben olyan akkori és későbbi világsztárokkal, mint Elizabeth Taylor, Rock Hudson, Dennis Hopper (ekkor még csak kezdő színészként) szerepelt. (A filmet 10 kategóriában jelölték Oscar-díjra, végül csak a rendező kapott Oscar-díjat.)
A Giant forgatása közben James Dean autóversenyre utazott, az országúton azonban karambolozott kocsijával és életét vesztette. A fairmounti temetőben helyezték végső nyugalomra (Indiana államban).

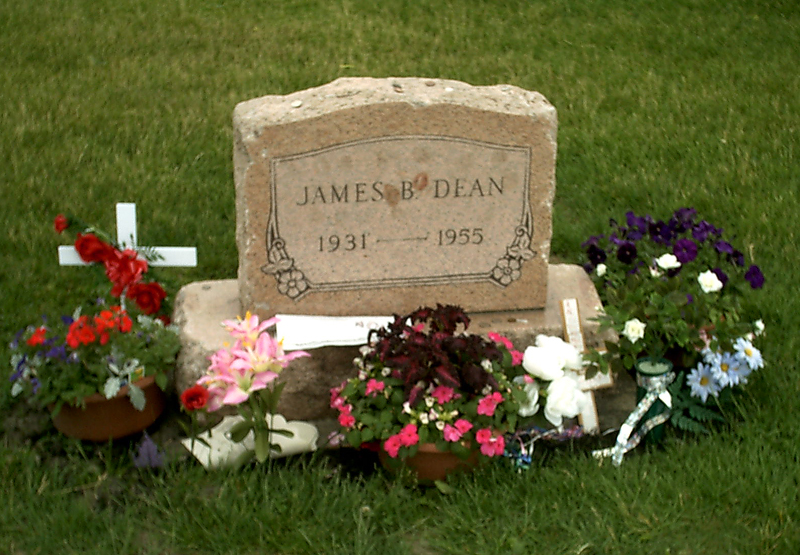
James Dean sírja

Habár mindössze három nagy mozifilmben szerepelt, melyek révén két Oscar-díj-jelölést kapott (azt is halála után), halálakor mégis legenda lett: a fiatalok problémáit azóta sem tudta senki úgy megformálni, mint ő a Haragban a világgal című filmben, a farmert és piros dzsekit viselő, szomorú tekintetű Jim Stark szerepében.

### Magánélet
Dean szexuális irányultsága kapcsán vita alakult ki az életrajzírók között. Azt senki nem vonja kétségbe, hogy számos férfival volt viszonya. Egy 1992-ben megjelent életrajz azonban azt állítja, férfiakkal csak karrierjének előmozdítása érdekében létesített viszonyt.
Életrajzírója, George Perry szerint „Igazából csak egy meleg kapcsolata volt, George Brackett-tel, a CBS rendezőjével, korai Los Angeles-i éveiben” (…) „Ez a szereposztó dívány esete volt.” Ugyanakkor például Marlon Brandóval folytatott viszonyáról biztosan tudunk.

## Filmszerepei
- Beat the Clock (1950)(TV)
- Fixed Bayonets (1951)
- Sailor Beware(1952)
- Has Anybody Seen My Gal? (1952)
- Trouble Along the Way (1953)
- Harvest (1953) (TV)
- Édentől keletre (1955)
- Haragban a világgal (1955)
- Óriás (Giant) (1956)

## Színházi szerepei

### Broadwayi szerepei
- See the Jaguar (1952)
- The Immoralist (1954)

### Off-Broadway-i szerepei
- The Metamorphosis (1952) – Franz Kafka novellája alapján
- The Scarecrow (1954)
- Women of Trachis (1954)